# 山中峯太郎
山中 峯太郎（やまなか みねたろう、1885年（明治18年）12月15日 - 1966年（昭和41年）4月28日）は、日本の陸軍軍人、小説家、翻訳家。陸士19期・陸大退校（25期相当）、最終階級は陸軍歩兵中尉（依願免官）。
山中未成、大窪逸人、石上欣哉、三条信子などのペンネームも用いた。

## 経歴

### 幼年期 - 陸軍将校時代
大阪府で呉服商を営んでいた馬淵浅太郎（旧・彦根藩士）の次男として生まれる。幼少時に、陸軍一等軍医（大尉相当官）山中恒斎の婿養子となり、のちに恒斎の娘の「みゆき」を娶った。大阪偕行社附属小学校（現・追手門学院小学校）、天王寺中学（現・大阪府立天王寺高等学校）を経て、1901年（明治33年）、大阪陸軍地方幼年学校（大幼）に入校。大幼を卒業して陸軍中央幼年学校本科（中幼本科）に進み、1904年（明治37年）に中幼本科（18期）を次席（総員265名）で卒業して恩賜の銀時計を拝受し、明治天皇に対し御前講演を行った。原隊となる近衛歩兵第3連隊（近歩三）での隊付勤務を経て、陸軍士官学校（18期）に進んだが、脚気を患って自宅療養を命じられ、大阪の山中家に戻った（養父の山中恒斎は、山中が小学校に入る前に現役を退いて大阪に戻り、医院を営んでいた）。
養父の医院は経営状態が思わしくなかった。中幼本科に在校中から、休日には東京・麹町の大橋図書館（現・三康図書館の前身）に通って読書にふけっていた山中は、苦しい家計の一助になればと、処女作となる小説『真澄大尉』を執筆し、大阪毎日新聞に持ち込んだところ、高く評価されて同紙の連載小説に採用された。『真澄大尉』は、主人公である真澄大尉がシベリアで3年間にわたって民間人に身をやつし、軍事探偵として挺身したことを描いたものであり、真澄大尉は、山中の後年の代表作『亜細亜の曙』などで同じく軍事探偵として活躍する本郷義昭少佐の原型といえる。
本来は陸士18期であった山中であるが、自宅療養のために陸士卒業が1期遅れ（延期生）、1907年（明治40年）5月に卒業（19期、12番/1,068名）、近衛歩兵第3連隊附。陸士19期は一般に「中学組のみで、陸幼組を含まない」とされるが、山中は陸幼組でありながら19期となったレアケース。陸士在校中に、清国からの留学生と交流を深めた。同年12月、陸軍歩兵少尉に任官。
東條英機（陸士17期、陸軍大将、内閣総理大臣、陸軍大臣、参謀総長）は山中と同じく原隊が近歩三であり、同じ時期に近歩三で隊附勤務をしており、晩年まで親しい仲であった。1941年（昭和16年）に東條が陸軍大臣に就任すると、高名な作家となっていた山中は東條の「私的顧問」の役割を引き受け、例えば1942年（昭和17年）に刊行された『東條首相声明録 一億の陣頭に立ちて』（東條の訓示や演説をまとめた書）は「山中峯太郎 編述」となっている。なお山中は東條より陸士の2期後輩であるが、陸大は山中が明治43年12月入校（25期相当）、東條が大正元年12月入校（27期）であり、山中の方が2年早く入校している。
1910年（明治43年）11月、陸軍歩兵中尉に進級。同年12月、陸軍大学校に入校（陸大25期相当）。陸大は陸士同期生の1割程度しか入校できない難関であり、何度目かの受験で中尉になってからようやく合格するのが当たり前であったが、山中は少尉で受験しての「一発合格」を果たした。山中は陸士19期（卒業者1,068名）で最初に陸大入校を果たし、かつ陸大25期の中で陸士19期は山中のみであった。
山中が陸大に入校した翌年の1911年（明治44年）に辛亥革命が起きた。1913年（大正2年）7月に、辛亥革命後に孫文から政権を奪った袁世凱の専制に反対する青年将校たち（その多くが、陸士で山中と交流を深めた清国からの留学生であった）によって第二革命が起きた。
旧知の中国青年将校らの動きを知った山中は、故意に陸大から退校させられるように振舞い、同年、退校処分となって近衛歩兵第三連隊附に戻った。
帝国陸軍において陸大卒業の履歴は進級・補職に大きく影響し、陸大卒業の履歴を持たずに陸軍中央三官衙（陸軍省・参謀本部・教育総監部）で勤務し、あるいは高級指揮官（総軍司令官、方面軍司令官、軍司令官、師団長など）となることは困難であった。
山中は陸大25期として1913年（大正2年）11月に陸大を卒業する予定であったが、半年あまりの在校期間を残して自ら陸大を去り、帝国陸軍での栄達を放棄する決断をした。これは、一日でも早く休職して中国に渡り、第二革命に参加して同志たる中国の青年将校たちを助けたい一心からであった。
1913年（大正2年）6月、山中は東京朝日新聞通信員となって上海に渡り、第二革命に身を投じた。同年7月に始まった第二革命は失敗に終わり、8月には終息した。山中は、日本に亡命する同志の中国青年将校らと共に日本に戻った（山中が帰国したのは同年9月）。
同年12月には再び上海に渡り、翌年の1914年（大正3年）2月に帰国して近衛歩兵第三連隊附となり、軽謹慎1週間の懲罰を受け、依願免官となって軍歴を閉じた。

### 新聞記者・作家
陸軍を辞めた山中は、半年ほど経った9月に東京朝日新聞記者となった（1917年（大正6年）4月まで在職）。
その後も第三革命にも関与するが、一方、「中央公論」「東方時論」「新小説」などに評論や読み物、小説を発表。1917年、淡路丸偽電事件の首謀者として逮捕され東京朝日新聞を退社、下獄。1919年出獄後、自らの宗教的告白『我れ爾を救ふ』を出版。一燈園の西田天香と交流する。この頃から「婦人倶楽部」「主婦之友」などの婦人雑誌に家庭小説や宗教小説を執筆するようになる。さらに倶楽部雑誌、少年少女雑誌でも活躍するようになり、講談社の雑誌が主舞台となる。1927年（昭和2年）から「少年倶楽部」に登場、1930年の『敵中横断三百里』で人気を博す（戦後に監督森一生、脚本黒澤明により「日露戦争勝利の秘史 敵中横断三百里」として映画化）。また『亜細亜の曙』『大東の鉄人』などの本郷義昭シリーズも広く知られる。
戦後は公職追放となり、『実録・アジアの曙』など自伝的回想を発表している。

### 名探偵ホームズ全集
戦後になり、山中の戦前の諸作品が多く復刊されていたものの、山中が新作を発表する機会は激減していた。
そのような中、ポプラ社が、海外の推理小説（当時の呼称は探偵小説）・冒険小説を、少年少女向けに読みやすく翻案した叢書『世界名作探偵文庫』を企画し、1953年（昭和28年）に山中にシャーロック・ホームズシリーズなどの執筆を依頼し、山中は快諾した。本叢書の執筆陣には、山中に加えて江戸川乱歩、南洋一郎らが顔を揃えていた。
『世界名作探偵文庫』は1954年（昭和29年）に刊行が開始され、第1回配本の3巻は、いずれも山中による第1巻『深夜の謎』（一般的なタイトルは『緋色の研究』、以下同じ）・第2巻『恐怖の谷』・第3巻『怪盗の宝』（『四つの署名』）であった。当初の『世界名作探偵文庫』の企画では、同叢書に収録するシャーロック・ホームズシリーズはこの3点のみとする予定であり、同じく山中が執筆した第4巻『魔人博士』（サックス・ローマー著）と第5巻『灰色の怪人』（バロネス・オルツィ著）の2冊が続けて刊行された。
しかし、ホームズもの3冊が圧倒的な売れ行きを示したため、ポプラ社は山中の執筆によるホームズものを『名探偵ホームズ全集』として独立させ、全20巻の叢書として完結させることに方針を変更した。ポプラ社の担当編集者の後年の回想によると、自らが丹精を込めて翻案したホームズものがベストセラーになったことについて、戦後に髀肉の嘆をかこっていた山中の喜びは大きく、「ホームズもの全部を訳させて欲しいと言ってきた」という。各巻は原稿用紙300枚近かったが、山中は毎月一冊のペースで書き進め、『名探偵ホームズ全集』（全20巻）は1956年（昭和31年）末までに完結し、2年間で100万部近くの部数に達した。
山中は各巻の冒頭に載せた序文において、シャーロックホームズ・シリーズの翻案の趣旨を、読者たる少年少女に分かりやすい言葉で述べている。第1巻『深夜の謎』の序文から引用する。
シャーロキアンである（日本シャーロック・ホームズ・クラブ会員、ベイカー・ストリート・イレギュラーズ会員）平山雄一は、山中の『名探偵ホームズ全集』を下記のように評している。
- コナン・ドイルが執筆したシャーロックホームズシリーズの記述には、前後の辻褄が合わない、現実にはありえない描写など、多くの矛盾が存在する（「シャーロキアン#研究ごっこ」を参照）。
- 山中はそうした矛盾にいち早く気づき、さまざまな修正や加筆を行って矛盾を解消し、物語としての完成度を高めている。
- 『名探偵ホームズ全集』を注意深く読むと、各国のシャーロキアンが難解な論文で述べていることに既に山中が気づいていた例、さらには、今までにどのシャーロキアンも気づかなかった矛盾点が山中によって見いだされている例が多く見つかり、山中の独自性・先進性に驚かされる。
- 陸軍中央幼年学校本科卒業時に恩賜の銀時計を拝受し[3]、陸士19期の先頭で陸大入校を果たした[13]、当時の秀才を選りすぐった陸軍将校の中でも[21]、とりわけ頭脳明晰で知られていた山中ならではの業績であり、山中は日本で最初の「シャーロキアン研究家」といえよう[注釈 6]。

平山は、山中が自ら説明している「日本の少年少女がより楽しめるようにするための翻案」に成功して好評を博し、それに加えて独自にシャーロックホームズ・シリーズを高いレベルで研究し、その成果を『名探偵ホームズ全集』に反映したのだと指摘している。

## 今村均による若き日の山中
山中と陸士19期の同期生である今村均が、回顧録で若き日の山中について詳しく述べている。
山中は陸士に18期として入校したが、脚気を病んで自宅療養を余儀なくされ、1期遅れの19期となった。しかし、今村によると、19期が陸士に入校した時期の山中はすっかり健康を回復しており、大柄な体躯で良く肥えており、丸顔で、度が強い近視の眼鏡を常用していた。
今村によると、山中は大阪陸軍幼年学校・陸軍中央幼年学校本科の双方を首席卒業した俊英であり、ドイツ人の教官と対等に会話できるほどの独語力を持ち、陸士19期の入校初日から、候補生たちの注目の的であった。
陸士の教育課程について行くためには、規定の自習時間には、時間を惜しんで教科書を勉強せねばならない状況であるのに、山中は自習時間に常にドイツ語の本を開いて何かをせっせと書いていた。陸士の自習室で、今村は山中と席が近く、山中の様子を見ることができたのであるが、同期生たちは山中がドイツ語の本を読んで何を書いているのか不思議に思っていたという。そして、山中がペンネームを使って大阪毎日新聞の懸賞小説（今日の小説新人賞）に翻訳小説を応募して第1位を獲得したことが候補生たちに知れ渡った。その直後、今村は、山中のベッドの藁布団（マットレス）がひっくり返され、何冊かのドイツ語の本が発見・没収されたという話を聞き、山中が自習室でせっせと書いていたのは、くだんの翻訳小説であったのだろう、と理解した。この件について山中が処罰を受けることはなく、山中の行動には何の変化もなかった。
今村は下記のように記している。
山中は、毎日の夕食後、陸士の校庭で30分ほど、キリスト教の説教をしており、何人かの候補生が常連となっていた。当時の陸軍には、キリスト教を白眼視する雰囲気があった。それなのに、規則づくめの陸士の中で、他の候補生にキリスト教を説く山中の勇気に、今村は感嘆した。今村は山中の人となりに関心を強め、山中とじっくり話をしてみたいと願ったが、陸士を卒業するまで山中と話す機会を得なかったという。
陸士では教官・中隊長・区隊長が候補生たちの教育にあたっていたが、候補生ともっとも近いのが区隊長（陸士の卒業成績が上位で、5年から6年の隊附勤務を経た青年将校が任じられる）であった。区隊長は、担当する候補生について約1/3の科目の採点を行い、候補生の陸士卒業成績（陸軍将校としての将来、特に「陸大受験の機会を得られるか否か」を左右する）に対し、最大の影響力を有していた。そのため、区隊長の一部には「職務権限」を濫用し、担当する候補生に威圧的に接し、些細な理由で暴力を振るう者がいた。
成績優秀な山中は、担当の区隊長であるN中尉に当初は一目置かれていたものの、次第に疎んじられるようになった。陸士を卒業する1か月ほど前、教練の最中にN中尉と山中の間で諍いが起き、他の者が見ている前でN中尉が山中を殴る事件が起きた。ただし、隠していたドイツ語の本を発見・没収された時と同様、山中が処罰されることはなかった。
今村が「小学校以来首席をはずしたことがないと云われる秀才」と評した山中は、陸士卒業の際は恩賜を逃した。しかし山中は、陸士19期の先陣を切って、ただ一人、少尉で陸大入校を果たした。
1968年（昭和43年）に死去した今村は、1966年（昭和41年）に死去した山中と晩年まで親しく交際していたが、山中が陸大を退校させられ、陸軍を去った経緯については、下記のように記している。
陸大27期首席の栄誉に輝き、陸士19期の出世頭として、現役の陸軍大将・第8方面軍司令官で昭和20年の敗戦を迎えた今村が、山中の頭脳に畏敬の念を持っていたことが分かる。

## 主な著作
以下で『→』が挟まるのは、雑誌掲載後に単行本化された作品で、『→』の左が掲載雑誌、右が単行本の出版社である。著作権は終了している。
- 『我れ爾を救ふ』全6冊、覚醒社書店（1920.11 - 1922.3）
- 『自舒伝 否』、覚醒社書店（1921.10）
- 『敵中横断三百里』、少年倶楽部（1930.4 - 9） → 大日本雄弁会講談社（1931.3）
- 『亜細亜の曙』、少年倶楽部（1931.1 - 1932.11） → 大日本雄弁会講談社（1932.9） → 河出書房新社（2018.12）
- 『大東の鉄人』、少年倶楽部（1932.8 - 1933.12） → 大日本雄弁会講談社（1934.6）→ 国書刊行会「熱血少年文学館」（1985）
- 『万国の王城』、少女倶楽部（1931.6 - 1932.12） → 大日本雄弁会講談社（1933.3）
- 『見えない飛行機』、幼年倶楽部（1935.4 - 1936.3） → 大日本雄弁会講談社（1936.3）→ 国書刊行会「熱血少年文学館」（1985）
- 『世界無敵弾』、幼年倶楽部（1936.4 - 1937.7） → 大日本雄弁会講談社（1937.6）
- 『覚（ボダイ）に生きる』、二見書房（1941.11）
- 『日本的人間』、錦城出版社（1942）→ 経営科学出版（2025、電子書籍も刊）- GHQ発禁図書での復刻
- 『決戦小説・神兵奇兵』、月刊 機械化（1943.11）
- 『実録・アジアの曙』、月刊文藝春秋（1962.2 - 10）→ 文藝春秋新社 (1962.10)
- 『実録・アジアの曙 第三革命の真相』、文藝春秋新社（1963.11）
- 『山中峯太郎集　少年小説大系3』三一書房（1991）

### 外国文学
「名探偵ホームズ全集」（全20巻）ポプラ社。1956年～1957年。各冊B6型。
（このシリーズは内容の順番と巻数表示が殆ど合致していないと云われている。＜＞内は内容による順序。）
（「長編」と記載してあるもの以外は、短編集）
1. ＜5＞スパイ王者（黄色い顔、謎の自転車、スパイ王者） 1956年3月10日初版
2. ＜8＞火の地獄船（火の地獄船、奇人先生の最後、床下に秘密機械）1956年3月10日初版
3. ＜13＞獅子の爪 (試験前の問題、写真と煙、獅子の爪、断崖の最期)1956年3月25日初版
4. ＜9＞鍵と地下鉄 （歯の男とギリシャ人、鍵と地下鉄、二人強盗ホームズとワトソン）1956年3月31日初版
5. ＜1＞深夜の謎（長編。原題「緋色の研究」）1956年4月20日初版
6. ＜14＞踊る人形（虎狩りモーラン、耳の小包、踊る人形）1956年4月25日初版
7. ＜3＞怪盗の宝（長編。原題「四つの署名」）1956年4月25日初版
8. ＜4＞まだらの紐 (六つのナポレオン、口のまがった男、まだらの紐)1956年5月30日初版
9. ＜2＞恐怖の谷（長編）1956年7月5日初版
10. ＜11＞王冠の謎 (王冠の謎、サンペドロの虎、無かった指紋)1956年5月25日初版
11. ＜15＞悪魔の足 (悪魔の足、死ぬ前の名探偵、美しい自転車乗り、アンバリ老人の金庫室)1956年6月25日初版
12. ＜10＞夜光怪獣（長編。原題「バスカヴィル家の犬」）
13. ＜6＞銀星号事件 (銀星号事件、怪女の鼻目がね、魔術師ホームズ)
14. ＜7＞謎屋敷の怪 (青い紅玉、黒ジャック団、謎屋敷の怪)1956年6月20日初版
15. ＜12＞閃光暗号 (閃光暗号、銀行王の謎、トンネルの怪盗)
16. ＜16＞黒蛇紳士 (一体二面の謎、怪スパイの巣、猿の秘薬、黒蛇紳士、パイ君は正直だ)1956年8月5日初版
17. ＜17＞謎の手品師 (技師の親指、花嫁の奇運、怪談秘帳、謎の手品師)1956年8月30日初版
18. ＜18＞土人の毒矢 （金山王夫人、土人の毒矢、悲しみの選手、一人二体の芸当）1956年10月1日初版
19. ＜19＞消えた蝋面 (消えた蝋面、バカな毒婦、博士の左耳、犯人と握手して)1956年12月10日初版
20. ＜20＞黒い魔船 (黒い魔船、疑問の「十二時十五分」、オレンジの種五つ、ライオンのたてがみ)1957年3月10日初版

全集の前身は「世界名作探偵文庫」（1954年～。各冊B6型）であり（内容による順序＜1＞「深夜の謎」～＜12＞「閃光暗号」が収録されていた）、この「世界名作探偵文庫」の中でホームズものの売行きが突出して良いので、「名探偵ホームズ全集」が刊行される事になったが、「世界名作探偵文庫」版の在庫があったために「世界名作探偵文庫」版が品切になった巻や「世界名作探偵文庫」版に未収の巻で原稿ができあがった巻から刊行していったために内容の順序と巻数表示が一致していないという。また、度々装丁が変更され表紙画も途中で変更されているのは価格変更した際に古い価格の本と間違えないためだとされているが（北原尚彦『こどもの古本』ちくま文庫。p.36による）、同一価格で装幀が異なるものも発見されているので他の理由も存在すると思われる。
「名探偵ホームズ」ポプラ社文庫（全10冊）、各・1976年12月。新書サイズ（番号は文庫の整理番号。「長篇」と記載してあるもの以外は、短篇集）
- 21.深夜の謎「長篇」
- 22.怪盗の宝「長篇」
- 23.スパイ王者(黄色い顔、謎の自転車、スパイ王者）
- 24.火の地獄船（火の地獄船、奇人先生の最後、断崖の最期） *上掲の同題書と収録短編が異なる。
- 25.踊る人形（虎狩りモーラン、耳の小包、踊る人形）
- 26.鍵と地下鉄（歯の男とギリシャ人、鍵と地下鉄、二人強盗ホームズとワトソン）
- 27.夜光怪獣「長篇」
- 28.銀星号事件 (銀星号事件、怪女の鼻目がね、魔術師ホームズ)
- 29.謎の手品師（花嫁の奇運、トンネルの怪盗、謎の手品師） *上掲の同題書と収録短編が異なる。
- 30.恐怖の谷「長篇」
- 上掲の全集のものと文章が異なる部分がある。また、山中峯太郎の序文はすべて省略され巻末に中島河太郎氏の解説が付されている。

「名探偵ホームズ全集」全3巻、作品社（2017年1月・4月・7月）、各冊A5型。
（上記全集版を内容の順番に合わせて合冊復刻（すべて新組版））したもの。挿絵や表紙画は省略されている。平山雄一が詳細な註と解説を付している。
1. 深夜の謎／恐怖の谷／怪盗の宝／まだらの紐 (六つのナポレオン、口のまがった男、まだらの紐)／スパイ王者 (黄色い顔、謎の自転車、スパイ王者)／銀星号事件 (銀星号事件、怪女の鼻目がね、魔術師ホームズ)／謎屋敷の怪 (青い紅玉、黒ジャック団、謎屋敷の怪)
2. 火の地獄船 (火の地獄船、奇人先生の最後、床下に秘密機械)／鍵と地下鉄 (歯の男とギリシャ人、鍵と地下鉄、二人強盗ホームズとワトソン)／夜光怪獣／王冠の謎 (王冠の謎、サンペドロの虎、無かった指紋)／閃光暗号 (閃光暗号、銀行王の謎、トンネルの怪盗)／獅子の爪 (試験前の問題、写真と煙、獅子の爪、断崖の最期)／踊る人形（虎狩りモーラン、耳の小包、踊る人形)
3. 悪魔の足 (悪魔の足、死ぬ前の名探偵、美しい自転車乗り、アンバリ老人の金庫室)／黒蛇紳士 (一体二面の謎、怪スパイの巣、猿の秘薬、黒蛇紳士、パイ君は正直だ)／謎の手品師 (技師の親指、花嫁の奇運、怪談秘帳、謎の手品師)／土人の毒矢  (金山王夫人、土人の毒矢、悲しみの選手、一人二体の芸当)／消えた蝋面 (消えた蝋面、バカな毒婦、博士の左耳、犯人と握手して)／黒い魔船 (黒い魔船、疑問の「十二時十五分」、オレンジの種五つ、ライオンのたてがみ)

「ポー推理小説文庫」ポプラ社。1962年（全5巻だが既刊3巻で中絶）
1. モルグ街の怪声 1962年3月 - モルグ街の殺人
2. 盗まれた秘密書 1962年3月 - 盗まれた手紙
3. 黒猫 1962年5月
4. セーヌ川の怪事件 続刊予定（不刊）- マリー・ロージェの迷宮事件
5. 黄金虫 続刊（不刊）

「世界名作探偵小説選」（作品社、2019年1月、平山雄一解説）、新編での作品集成
ポー「モルグ街の怪声」「黒猫」「盗まれた秘密書」　
バロネス・オルツィ「灰色の怪人」、サックス・ローマー「魔人博士」「変装アラビア王」

## 映像化作品
- 日露戦争勝利の秘史 敵中横断三百里 (1957)
- アジアの曙 (1964-1965) テレビドラマ[注釈 14]